# 卵白

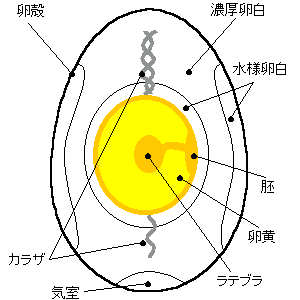
鶏卵の構造

卵白（らんぱく）は、鳥類など有羊膜類の卵において卵黄膜と卵殻膜の間にあるゾル状の物質。90%近くが水分で、残りは主にタンパク質である。胚の発生に必要な水分を保持しつつ供給し、加えて胚と卵黄を物理的、化学的に保護する役割も持つ。

## 概要
卵黄は受精卵の細胞に由来するが、卵白および卵殻は母鳥の輸卵管で付加される。構造上、濃度から水様性卵白と濃厚卵白に分けられる。さらにカラザやカラザ層も卵白の一部である。カラザは卵黄を卵白の中央に浮遊させ、支えている。
蛋白質の「蛋白」とは「蛋」、つまり鳥の卵の「白い」部分を意味し、元来は卵白を指す言葉である。卵白タンパク質の主成分はアルブミンであり、これは卵白を意味する Albumen の語尾を、タンパク質名の慣用として -in に変化させたものである。この卵アルブミンに対し、アレルギー反応を起こす人もいる。
そのほか、リゾチームと呼ばれる加水分解酵素が含まれており、この酵素は細菌の細胞壁を構成するペプチドグリカンを加水分解して溶菌を引き起こすことにより、卵への細菌感染を防いでいる。鶏卵の卵白はリゾチームの含有量は0.3%で、医薬品や食品保存料向けのリゾチームはほとんどが鶏卵由来のものである。また、トランスフェリンの一種であるオボトランスフェリンと呼ばれる糖タンパク質も含まれており、雑菌からキレート作用によって鉄分を奪い、その繁殖を抑制している。人体内では、鉄分の吸収を高める働きも有する。
卵白には、鉄と強く結合するコンアルブミンが12%含まれており、病原菌が鉄を利用できないようにして抗菌性がある。卵全体では卵黄に鉄が保存されている。
卵白は、弱アルカリ性である。産まれたてのときのpHは、7.6～7.9くらいである。卵白に含まれていた炭酸ガスが抜けていくため、産まれてから日数が経過するにつれて徐々にpHは上昇していく。

## 膨張
卵生の有羊膜類は系統的には本来、卵白を持つものであるが、トカゲ、ヘビのような有鱗類の卵は二次的に卵白が退化し、発生に必要な水分を卵が産み付けられた土壌のような外界から吸収する。そのため、卵は発生の進行に伴って水分を吸って膨張することが知られている。この性質は有鱗類の祖先がいったん卵胎生の性質を獲得した後、二次的に卵生に戻ったからではないかとする説が提唱されている。

## 呼称
日常的には白身（しろみ）と呼ばれ、卵黄が黄身と呼ばれる。もっとも身近な卵白は鶏卵のものであり、淡雪やメレンゲの主材料となる。